# 19189 Страдіварі
19189 Страдіварі (19189 Stradivari) — астероїд головного поясу, відкритий 28 грудня 1991 року.
Тіссеранів параметр щодо Юпітера — 3,309.
Названо на честь відомого майстра струнних інструментів Антоніо Страдіварі (1644-1737).